# Solenocèrids
Els solenocèrids (Solenoceridae) són una família de crustacis decàpodes del subordre dendrobranquiats. Tenen menys interès comercial que penèids i aristèids i el representant més pescat a les nostres costes és la gamba borda (Solenocera membranacea).
Es caracteritzen per tenir un solc cervical molt destacat. Són bentònics i s'alimenten de poliquets i altres crustacis que troben en el fons marí.

## Sistemàtica
La família dels solenocèrids està formada per 10 gèneres:
- Cryptopenaeus De Freitas, 1979
- Gordonella Tirmizi, 1960
- Hadropenaeus Pérez Farfante, 1977
- Haliporoides Stebbing, 1914
- Haliporus Bate, 1881
- Hymenopenaeus Smith, 1882
- Maximiliaeus Chan, 2012
- Mesopenaeus Pérez Farfante, 1977
- Pleoticus Bate, 1888
- Solenocera Lucas, 1849